# Кузнецов, Александр Андреевич
Александр Андреевич Кузнецов (11 октября 1944 года — 6 января 2022 года, Москва, Россия) — советский и российский учёный-педагог, академик РАО (1999), вице-президент РАО.

## Биография
Родился 11 октября 1944 года.
В 1967 году окончил факультет автоматики и вычислительной техники Московского института инженеров транспорта.
В 1973 году защитил кандидатскую диссертацию, тема: «Изучение кибернетики на занятиях по выбору учащихся в старших классах средней школы».
В 1989 году защитил докторскую диссертацию, тема: «Развитие методической системы обучения информатике в средней школе».
В 1995 году присвоено учёное звание профессора.
В 1993 году избран членом-корреспондентом, а в 1999 году — академиком Российской академии образования.
Более 30 лет проработал в Институте содержания и методов обучения РАО, где возглавлял лабораторию дидактики информатики, являлся академиком-секретарём Отделения общего среднего образования РАО, впоследствии был избран вице-президентом Российской академии образования.
Более 20 лет проработал в Московском педагогическом государственном университете: член диссертационного совета на математическом факультете, заведующий кафедрой теории и методики обучения информатике, научный руководитель Центра «Информатика и образование». Был первым доктором наук по специальности «Обучение информатике».
Александр Андреевич Кузнецов умер 6 января 2022 года, похоронен на Кунцевском кладбище Москвы.

## Научная деятельность
Один из основателей школьной информатики в России, один из авторов первого школьного учебника информатики, многих методических пособий, ряда пакетов программных средств для обучения информатике.
Возглавлял Международный совет экспертов по компьютеризации образования в средней школе, внёс большой вклад в развитие теории и методики использования новых информационных технологий в обучении.
Автор около 370 научных работ.
Под его руководством защищены более 40 докторских и кандидатских диссертаций.
Являлся членом редакционной коллегии журналов «Педагогика», «Информатика и образование», несколько лет возглавлял редакционный совет издательства «Образование и Информатика», координирующий работу журналов «Информатика и образование» и «Информатика в школе».

## Награды
- Премия Правительства Российской Федерации в области образования (в составе группы, за 2009 год) — за создание научно-практической разработки «Комплексная модель информатизации образования: учитель — школа — муниципалитет — регион»[3]
- Заслуженный деятель науки Российской Федерации (2008)[4]
- Золотая медаль ВДНХ — за создание пакета программных средств «Информатика 88» и «Перспектива»
- Медаль К. Д. Ушинского
- Золотая медаль РАО «За успехи в науке»